# Kisnyárád
Kisnyárád (németül: Kischnaarad, a településnévtáblán: Kschnaarad) község Baranya vármegyében, a Mohácsi járásban.

## Fekvése
Lánycsóktól kb. 8 km-re északnyugatra található.

## Története
Kisnyárád nevét 1285 körül említik egy oklevélben. A település ekkor a királyi tárnokok jobbágyainak a földje volt, és IV. László odaadta (Németi) Leunard fiainak. 1292-1297 körül egy oklevélben idevaló lakosa tanúskodásáról van szó. 1335-ben papja 8 báni pápai tizedet fizetett. A török időkben a falu lakossága megfogyatkozott.
A 18. században német telepesek érkeztek a faluba. 2001-ben lakosságának 37,5%-a vallotta magát német nemzetiségűnek.

## Idegen elnevezései
A település német neve Kischnaarad. Horvát neve a versendiek által használt Narad, de ismert még az erdősmárokiak Šnarad elnevezése is.

## Közélete

### Polgármesterei
- 1990–1994: Godina György (független)[4]
- 1994–1998: Godina György (független)[5]
- 1998–2002: Godina György (független)[6]
- 2002–2006: Godina György (független)[7]
- 2006–2010: Fledrich Gabriella (független)[8]
- 2010–2014: Fledrich Gabriella (független)[9]
- 2014–2019: Fledrich Gabriella (független)[10]
- 2019–2024: Boros Katalin (független)[11]
- 2024– : Takács Gábor (független)[1]

## Népesség
A település népességének változása:
| Lakosok száma | 170  | 176  | 167  | 151  | 156  | 165  | 158  | 144  |
|               | 2013 | 2014 | 2015 | 2019 | 2021 | 2022 | 2023 | 2024 |

A 2011-es népszámlálás során a lakosok 88,8%-a magyarnak, 14,5% cigánynak, 46,4% németnek mondta magát (11,2% nem nyilatkozott; a kettős identitások miatt a végösszeg nagyobb lehet 100%-nál). A vallási megoszlás a következő volt: római katolikus 58,1%, református 1,7%, evangélikus 1,1%, felekezeten kívüli 15,1% (24% nem nyilatkozott).
2022-ben a lakosság 81,2%-a vallotta magát magyarnak, 30,9% németnek, 0,6% örménynek, 2,4% egyéb, nem hazai nemzetiségűnek (15,8% nem nyilatkozott; a kettős identitások miatt a végösszeg nagyobb lehet 100%-nál). Vallásuk szerint 33,9% volt római katolikus, 1,8% református, 0,6% egyéb keresztény, 1,8% egyéb katolikus, 12,1% felekezeten kívüli (49,7% nem válaszolt).

## Nevezetességei
- Római katolikus templom, kálvária
- Helytörténeti gyűjtemény

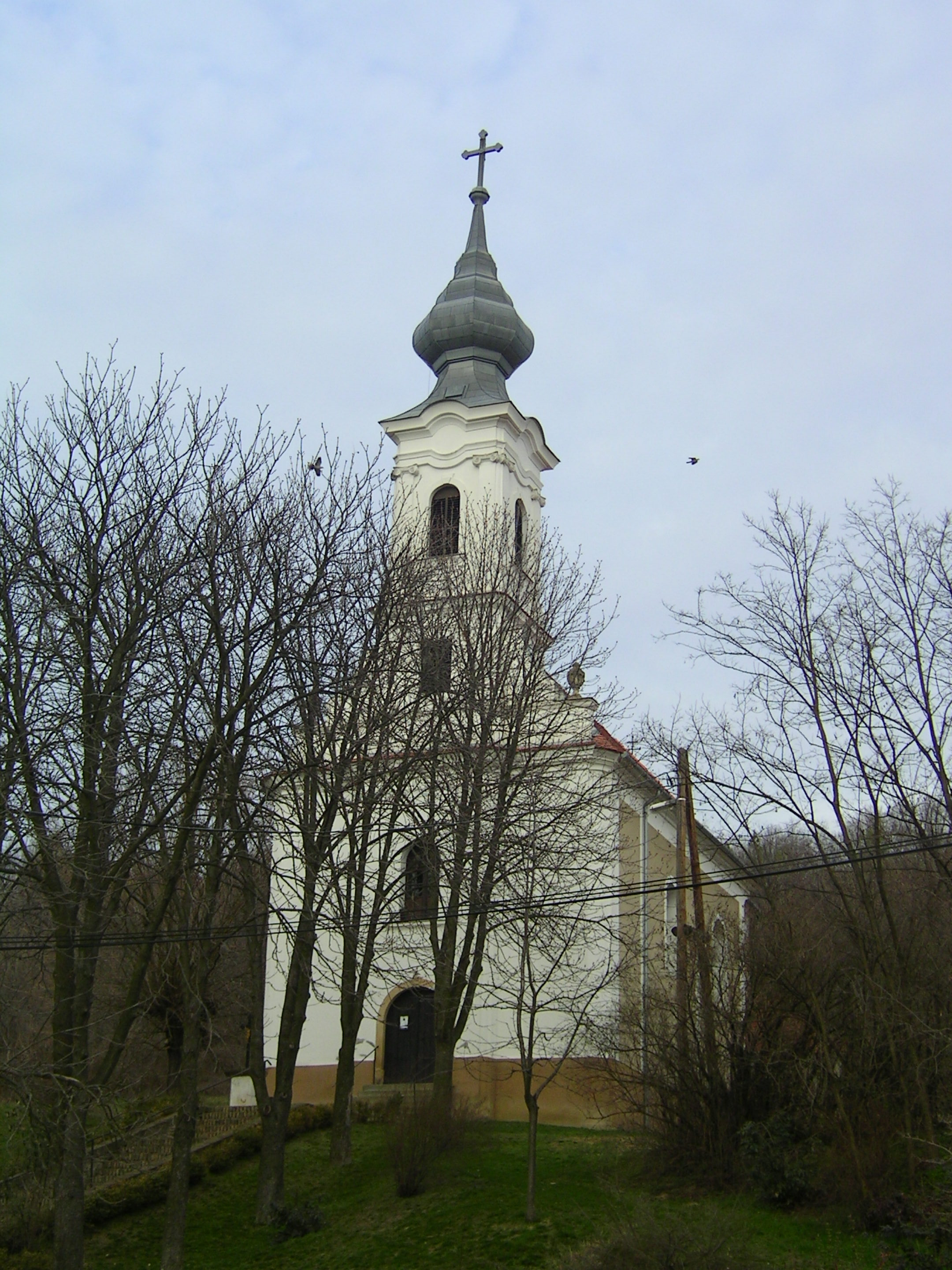
A katolikus templom
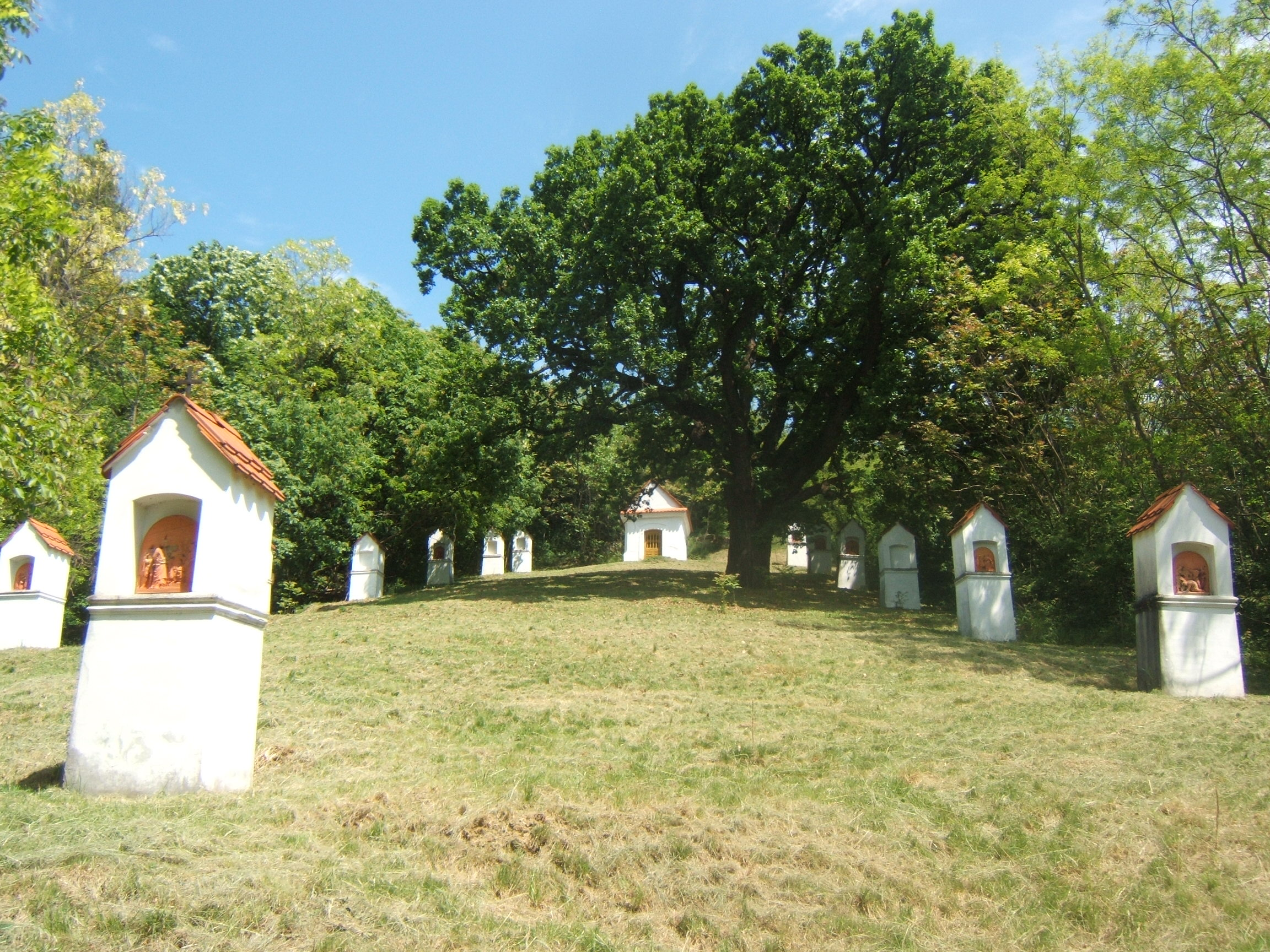
A kálvária